# Veľký Kriváň
Pour les articles homonymes, voir Kriváň.
La Veľký Kriváň est un pic du massif de la Petite Fatra dans les Carpates occidentales de Slovaquie, dont il est le point culminant avec 1 709 mètres d'altitude.